# 陳氏太極拳
陈氏太极拳，发源于河南省焦作，是太极拳的一个重要分支和流派，原為陈家沟拳術，集長拳、炮拳及紅拳之術，有关陈氏太极拳的起源说法不一，而陈氏则坚持“陈氏太极拳”是当今各家太極拳的始祖。
根據武術史家唐豪考證，陈家沟拳術是源自明末清初河南省温县陈家沟人陈王廷（约1600年-1680年），此后世代相传，有传子不传女之说。故而，外人不得窥其貌，更难知其髓。一直到陳長興(1771-1853)传拳与河北广平府（今邯郸永年）楊露禪(1799年-1872年)后，「陈家沟拳術」才被世人所见。唐豪進一步推斷，「陈家沟拳術」漸次衍變爲當今之「陈氏太极拳」。但據楊氏、吳氏等其他太極名門的歷史傳承记载，陳長興的太極拳實乃蔣發所傳，但這些記載均無確切根據。
陳式太極拳有良好的健身作用，其上乘的技击作用及独特的演练风格吸引着越来越多的爱好者。

## 陈氏太极之拳械
陈氏太极拳有大、小架之分，亦有新、老架之别。其它套路还包括器械和对练等等。

### 陈氏太极拳老架
此二套路属大架系列，为陈氏十四世陈长兴在家传的拳架中所总结与编排的。老架以缠丝为轴心，贯穿于整个套路。古朴而无花架势。一路拳以柔为主。主要练习并建立起陈氏太极拳的功底。因此也有人称一路拳为基础拳，练功拳。有了一定的一路拳功底，再近一步学习二路拳。二路拳，亦称炮捶，以刚为主。尤其突出太极八门劲的四隅劲：采、列、肘、靠。有了一路拳的松，二路拳的松活弹抖就能更好地发挥出来。

### 陈氏太极拳小架
此套路原被称为新架。在陈发科所编之套路流传之后，此套路逐称为小架。小架为陈氏十四世陈有本所创。此套路除去劲发于外的动作，把劲路涵于套路当中，蓄而待发。整套拳打起来温文尔雅，有儒者之风范。

### 陈氏太极拳新架
此二套路属大架系列，为陈氏十七世陈发科由老架编排而成，经其子陈照奎定型为新架。新架尤其突出缠丝螺旋的动作。在套路上以松活弹抖，节节贯穿，胸腰运化，转关折叠等特点独树一帜。
陈氏太极也包含了许多器械套路，主要包括：单剑、双剑、单刀、双刀、双锏、槍、大刀、杆等等。

### 陈氏太极剑
陈氏太极剑实在陈氏太极拳的基础上发展起来的，陈氏太极拳的基本技术原理，对陈氏太极剑也同样试用。
陈氏太极剑的的传统套路共五十八个动作，剑法多样，有劈、刺、撩、挂；点、崩、云、架；穿、提、扫、抹；带、斩、截、托等。其特点是刚柔相济，快慢相间，以身带剑，灵活多变；运动路线缠绵曲折，风格别致，有很高的强身健体的价值。

## 套路与推手之关系
陈氏太极拳除了套路演练之外，还有陈氏太极拳推手。套路与推手互为体用。习练套路是束身行为（约束身肢）与意识修为，通过推手能够检验束身水平与意识修为的正确与否。两者相辅相成，不可偏废。通俗的说，练套路如同生产，练推手如同质检，找出问题所在与不足之处，然后再生产，再质检，如此循环往复，一生无有穷尽，不断提高追求，情趣尽在其中，不亦乐乎。

## 风格与特点
陈氏太极拳的演练风格与特点是:缠绕折叠，鬆活弹抖，快慢相间，刚柔相济，连绵不断，一气呵成。如涛涛江河奔腾不息，气势恢弘，又似游龙戏水怡然自得。其核心就在于「自缠」。身缠、手缠、足缠、臂缠、腿缠，周身缠。故有陈氏太极拳乃「缠」法也之说。

## 陈氏太极拳之发展
现在社会上练的太极拳，各有程度不同的差异，但都有其相似之处。这是因为都是由陈氏一脉相传的缘故。杨式太极拳就是指楊露禪教授的太极拳。杨在陈家沟学拳一住七年，昼夜无间，待拳学成后到北京传授太极拳，徒众甚多，就自立一派――名为杨式太极拳。吴式太极拳是北京吴鉴泉，他是旗人,后来以吴为姓,其父名全佑,跟楊露禪的儿子杨班侯学的太极拳,吴鉴泉是跟其父学的，吴鉴泉于１９３０年在上海教太极拳，徒众很多，就自立一派――吴式太极拳。孙禄堂是孙式太极拳，原学形意拳，后来跟郝如真学了一套太极拳，郝如真跟武禹襄学的太极拳，武跟河南温县赵堡街陈清平学的太极拳，陈清平是陈家十五世祖，于道光年间迁到赵堡街的，距陈沟村五华里。
由陈氏太极拳衍化出了多种新的太极拳流派。
1. 由陈氏大架，陈长兴传杨露禅（杨氏太极拳）。又由杨露禅传吴全佑(1834年-1902年)（吴氏太极拳）。
2. 由陈氏小架，陈青萍(1795年-1868年)传武禹襄(1812年-1880年)（武氏太极拳）。由武禹襄传李亦畲(1832年-1892年)，李亦畲传郝為真（日语：郝為真）（1849年-1920年）（有人又称武氏为郝氏太极拳）。郝为真传孙禄堂（孙氏太极拳）。
3. 陈青萍传和兆元（和氏太极拳）。
4. 陈青萍传李景延（忽雷太极拳，此架鲜为人知。在台灣有杜毓澤一門傳承楊虎弟子陳名標系脈，稱之為「二套小架」，與王晉讓所傳楊虎弟子陳應德系，稱為太極拳小架二者）。

- 陈氏太极拳，遵陈鑫《太极拳图说》为经典，其论述总在图说之中，要孰知「木、火、土、金、水」五行相生相剋之理。

## 陈氏太极拳在北京的传播
1928年一代宗师陈发科从河南的陈家沟来到北京，从此开始了他在北京的三十年授拳生涯。他开创了陈式太极拳在全国发展的新纪元，是近代陈式太极拳的杰出代表。
从1928年至今，八十年的时间过去了，当年陈发科从陈家沟传来的陈式太极拳，不但在拳术上得到了更好的发展，而且早已突破“谁知豫北陈家技，却赖冀南杨氏传”的局面，从北京传遍全中国，从北京走向全世界。
陈发科在北京的徒弟甚众，其中较为民众熟知的有雷慕尼、田秀臣、李经梧、洪钧生等人。
辛亥革命以后，受近代文化思潮的影响，当时的有识之士认为中华武术是中国优秀传统文化，树立了武术的体育观，武术界人士提倡“强种强国”，中国传统武术引起了人们的重视。著名的中央国术馆就是在这个时期成立的。当时，中国武术事业出现了以城市为中心的蓬勃发展的景象，馆社林立，许多民间武术家涌向大城市。
19世纪50年代，学拳于陈家沟的杨露禅来京传播太极拳。在其子杨班侯与杨健侯、其孙杨澄浦三代人的努力下，太极拳在北京已经相当流行。但是发源于陈家沟的陈氏太极拳却不为人所知。
当年武术诗人杨敞曾有诗云：
当初谁知太极拳，
谭公疗疾始流传。
公令推行太极拳，
而今武术莫能先。
谁知豫北陈家技，
却赖冀南杨氏传。
此诗最后二句点明了陈氏太极拳虽然是“陈家技”，在北京却是由杨氏家族传播的。
1927年国民政府迁都南京，在北京体育学校教太极拳的杨澄浦、吴鉴泉等离开北京，去南京、上海教拳，学校一时缺少教太极拳的教员。因知当年杨露禅是从陈家沟陈长兴学的太极拳，于是许禹生托人从陈家沟聘请了陈家后人陈绩甫在体育学校教太极拳。
陈绩甫除在体育学校任教外，还被许多人请到自己家里去教拳。据向恺然记叙，他曾专门去体育学校会见了陈绩甫，观其练拳，与其推手，并进行了讨论。据向恺然回忆，陈绩甫的推手很单一，不如杨家完备、多样，足見太極拳後來發展的情況，已日趨多元，在舊有的基礎上，起了更多的技術創新。
在高手云集的北京，想以授拳立足并不是一件很容易的事。对于找上门来要“切磋技艺”的人，陈绩甫深知输赢不仅是自己的事，还关系到陈氏拳的名声，于是便给在老家的三叔陈发科写信，请他来京。
陈发科到北京后，即由陈绩甫陪同会见了挑战者。他以“挨着何处何处击”、“将人击出不见形”高超技艺，使对方折服，很快在北京站住了脚。从此，闻名拜访前来请教的人越来越多，就连北平国术馆馆长许禹生以及当时颇有名气的李剑华、沈家桢等皆就学于陈发科。自此陈氏拳的真正面貌逐渐为外界所认识、所称道。
杨敞写诗赞曰：
都门太极旧尊杨，
迟缓柔和擅胜场。
不意陈君标异帜，
缠丝劲势特别强。
1952年毛泽东为中华全国体育总会第二届代表大会题写了“发展体育运动，增强人民体质”的题词，并号召凡能做到的都要提倡：做体操、打球类、跑跑步、爬山、游水、打太极拳及各种各样的体育运动。这期间，武术界纷纷成立拳社。
陈发科于1953年与名拳师胡耀贞共同创办了“首都武术研究社”，这是历史上仅有的以首都命名的武术研究社。该社的成立为北京陈氏太极拳的传播打下了良好基础，为陈氏太极拳培养了一批杰出人才。
1953年11月，陈发科在天津举行的全国民族形式体育表演及竞赛大会上，代表北京表演了陈氏太极拳，受到好评。这是陈氏太极拳历史上首次在全国性集会上展示，它标志着陈氏太极拳将走向全国。
陈发科在北京30年间，不断总结经验，设计了新的拳式。当今广为流传的83式太极拳和71式炮捶，正是陈发科对陈氏太极拳发展做出的重大贡献。
陈发科是走出陈家沟向外传拳第一人。他的在京传拳，不但开创了北京陈氏太极拳的新纪元，而且将三百年来囿于陈家沟一姓一地的陈氏太极拳带出沟外，成为陈氏族传太极拳发展的重要里程碑。
陈发科逝世后，1958年人民体育出版社委托首届武协副主席唐豪和李剑华、顾留馨、李经梧、陈照奎开始以陈发科晚年授拳的定式编写《陈式太极拳》。后由于唐豪逝世、李剑华病重，未能完成而中缀。
1963年，人民体育出版社又委托沈家桢、顾留馨继续编写《陈式太极拳》一书。该书于1963年12月在北京出版。该书在理论上总结了太极拳的八个特点，科学地论述了练拳方法，给出了详细的分解动作。书中动作插图太极拳部分采用陈照奎照片，炮捶部分采用陈发科遗照，不足部分由陈照奎补照，由周元龙绘图，最后由陈照奎校订出版。
《陈式太极拳》一书出版发行后，行销四十余年长盛不衰，成为学习陈式太极拳的经典教材。它是学拳的拳谱，教拳的教材，练拳的依据，是陈氏太极拳过渡到陈式太极拳的划时代的经典著作。该书1988年被收入《太极拳全书》。
1963年，陈发科之子陈照奎应顾留馨之邀，毅然辞掉工作，来往于上海、南京之间，继承父业，开始职业拳师生涯。他精湛的拳术，受到上海及南京习拳者的热烈欢迎，培养学员不下千人。
1966年文化大革命开始，武术事业受到冲击和摧残，陈照奎只得只身回到北京，经济失去来源，生活陷入极端困难之中。北京陈式太极拳爱好者闻其归来，便邀其在东便门外的果树林及阜成门儿童医院附近的小花园继续授拳。
1972年由于陈绩甫的逝世，拳乡陈家沟邀请陈照奎还乡授拳，从而北京陈式太极拳83式、炮锤71传回了陈家沟。以后，陈照奎又到郑州、焦作、石家庄等地巡回授拳。正是由于陈照奎的努力，陈式太极拳在全国大城市中开始发展。可以说，陈照奎是将陈式太极拳从北京推向全国大城市的第一人。
1979年体育学院（现北京体育大学）为了保存历史资料，邀请陈照奎、田秀臣、雷慕尼、冯志强、李忠荫、肖庆林拍摄电影资料。当时拍摄了83式太极拳和71式炮捶，陈照奎表演了陈式太极拳的单式发劲的动作。现在广泛流传于社会上的田秀臣、雷慕尼的套路视频，已成为研究陈式太极拳的珍贵历史资料。
1982年12月15日，国家体委副主任徐才同志在全国武术工作会议上指出：“如果我们不及时挖掘、整理，就有人琴俱亡的危险，就要犯极大的错误。因此，挖掘武术遗产工作，是当务之急，是迫在眉睫的事，武术遗产需要抢救。”还号召全国各地的老拳师站出来，组织起拳社、馆、站等社会组织。
在这次会议精神鼓舞下， 1983年4月，以北京陈式太极拳第二代传人为主体的“北京市陈式太极拳研究会” 成立，冯志强为会长，雷慕尼、田秀臣、肖庆林为副会长，李忠荫为秘书长。随即在北京的月坛公园、正义路南口、东单公园、民航机场、酒仙桥、人民日报社门口、曙光机械厂、工人体育馆、陶然亭、龙潭湖、南池子、会城门公园、日坛公园等成立了13个辅导站，使北京陈式太极拳得到空前的发展。

## 陈氏太极拳在台灣的传播
初期在台灣有杜毓澤傳承陳延熙先生老架與陳明標先生的小架又名忽雷架，郭青山傳承陳省三先生新架 ,王晉讓傳承陳應德習小架, 潘詠周、王鶴林、王夢弼、三位老師，傳承陳發科先生的老架，其拳架柔和內斂，其中又以潘詠周的弟子較多，影響力超過其他兩位老師。
台中有兩位陳氏傳人，一位是謝棟樑老師，傳承以陳正雷體系之陳氏太極拳為主(包含:老架一二路、新架一二路、刀槍劍棍及大刀、五種推手套路及實戰)，另外亦傳陳小旺體系38式。另一位則以江弦蒼老師於傳承潘詠周體系之陳氏太極拳老架一路與砲捶二路為主。
臺南李章仁老師於傳承杜毓澤體系之陳氏太極拳為主並傳承特有太極長拳,大肆套,小紅炮等陳氏少見或失傳拳種。
臺南則以吳木村老師於傳承陳正雷體系之陳氏太極拳為主。
現今亦有陳發科嫡孫當代陳氏太極拳掌門人陳小旺體系之太極拳在台灣傳拳。

## 陈家沟四大金刚
陈氏第十八世陈照丕和陈照奎所授之弟子众多。其中，以陈家沟四位：陈小旺、陈正雷、王西安，朱天才均為近代大架之代表人物。
同代十八世陈克忠，陈克第也培养了许多小架代表。如陈伯先、陈伯祥、陈清环、陈俊凌、陈六有等。